# 呂祖廟燒金
參數所指定的目標頁面不存在，建議更正成存在頁面或直接建立下列一個頁面（建立前請先搜尋是否有合適的存在頁面可以取代）：
- 呂祖廟燒金 (電視劇)

呂祖廟燒金或稱呂祖殿燒金、仙公廟燒金，故事發生地點在今已不存的臺南呂祖廟舊址（府中街98巷16號），日後與《林投姐》、《陳守娘顯靈》、《周成過臺灣》收錄於1972年連曉青主編的《臺灣四大奇案》。

## 版本
故事經過各地的說書傳講，情節略有差異，大概可分「摜籃假燒金：屠夫之妻與法師通姦」，與「糕仔未記提：書生之妻與屠夫通姦」的兩種版本故事。
一說相傳於清朝末年，府城有位屠夫之妻與呂祖廟內法師暗通款曲，經常假借到廟裏上香燒金名義，與情郎幽會。但依民間習俗，到廟參拜時除了金紙，還會準備糕餅等敬神供品，因屠夫之妻每次都忘了帶糕餅回家，因而行跡敗露，這對姦夫淫婦被屠夫捉姦在床，當場將兩人殺死在廟後廂房。
臺灣日治時期報上刊載的故事，昔時有位懷才不遇之秀才，出仕他鄉，獨留貌美妻子及女兒在故鄉，秀才之妻常往呂祖廟上香，有位屠夫垂涎其美色，私下請道姑介紹相識，久而兩人發生姦情。後姦情敗露，秀才向衙門告狀，嚴懲姦夫淫婦。該故事延伸出俗語「呂祖廟摜籃假燒金」一辭，其意在講述往昔呂祖廟的道士不守清規，誘使良家婦女發生曖昧行為，常藉言上香之由暗通情款，其實香籃裡並無糕餅金紙，遂有此語，意寓矯情、掩

## 改編作品
電影《屠夫-呂祖廟燒金》(1984) 導演:王重光 演員:陳觀泰(飾 木發) 劉玉璞(飾 素貞) 陸儀鳳(飾 月仙)
三立台灣台《戲說台灣》節目於2012年首映該故事的同名改編單元劇。